# Nationale Straßen-Radsportmeister 2016
Die ersten Nationalen Straßen-Radsportmeisterschaften 2016 werden im Januar in Australien und Neuseeland ausgetragen. In den meisten anderen Nationen hingegen finden die jeweiligen Austragungen Ende Juni statt.
| Nation                       | Trikot | Straßenrennen – Männer       | Einzelzeitfahren – Männer | Straßenrennen – Frauen    | Einzelzeitfahren – Frauen |
| ---------------------------- | ------ | ---------------------------- | ------------------------- | ------------------------- | ------------------------- |
| Ägypten                      |        | Islam Ramadan                |                           |                           |                           |
| Albanien                     |        | Eugert Zhupa                 | Eugert Zhupa              |                           |                           |
| Antigua und Barbuda          |        |                              | Andre Simon               |                           | Tamiko Butler             |
| Argentinien                  |        | Mauro Richeze                | Laureano Rosas            | Maria Carla Alvarez       | Estefania Pilz            |
| Aserbaidschan                |        | Maksym Averin                | Elchin Asadov             | Olena Pawluchina          | Olena Pawluchina          |
| Australien                   |        | Jack Bobridge                | Rohan Dennis              | Amanda Spratt             | Katrin Garfoot            |
| Äthiopien                    |        |                              | Getachew Yohanes          |                           | Eyerusalem Kelil          |
| Bahamas                      |        | Anthony Colebrook            | Chad Albury               |                           |                           |
| Belgien                      |        | Philippe Gilbert             | Victor Campenaerts        | Kaat Hannes               | Ann-Sophie Duyck          |
| Bolivien                     |        | Óscar Soliz                  | Óscar Soliz               | Yeneth Amurrio            | Sharon Sarabia            |
| Brasilien                    |        | Flavio Santos                | Rodrigo Nascimento        | Clemilda Fernandes        | Clemilda Fernandes        |
| Bulgarien                    |        | Georgi Georgiew              | Alexander Alexiev         |                           |                           |
| Burkina Faso                 |        |                              |                           |                           |                           |
| Chile                        |        | Edison Bravo                 | Patricio Almonacid        | Karla Vallejos            | Aranza Villalon           |
| Costa Rica                   |        | Joseph Chavarria             | Juan Carlos Rojas         | Marcela Rubiano           | Milagro Mena              |
| Curaçao                      |        |                              |                           |                           |                           |
| Dänemark                     |        | Alexander Kamp               | Martin Toft Madsen        | Emma Cecilie Norsgaard    | Cecilie Ludwig Uttrup     |
| Demokratische Republik Kongo |        | Jimmy Kiaviro Mohindo        |                           |                           |                           |
| Deutschland                  |        | André Greipel                | Tony Martin               | Mieke Kröger              | Trixi Worrack             |
| Dominikanische Republik      |        | Juan José Cueto              | William Guzman            | Cesarina Ballenilla       |                           |
| Ecuador                      |        | José Ragonessi               | Jonathan Caicedo          |                           |                           |
| El Salvador                  |        | José Escobar                 |                           | Xenia Estrada             |                           |
| Eritrea                      |        | Daniel Teklehaimanot         | Daniel Teklehaimanot      | Yohana Dawit              | Mossana Debesay           |
| Estland                      |        | Mihkel Räim                  | Gert Jõeäär               | Kelly Kalm                | Liisi Rist                |
| Finnland                     |        | Jesse Kaislavuo              | Samuel Pökälä             | Lotta Lepistö             | Lotta Lepistö             |
| Frankreich                   |        | Arthur Vichot                | Thibaut Pinot             | Edwige Pitel              | Audrey Cordon             |
| Georgien                     |        | Giorgio Nareklishvili        | Beka Nareklishvili        |                           |                           |
| Ghana                        |        | Emanuel Sackey               |                           |                           |                           |
| Griechenland                 |        | Ioannis Tamouridis           | Ioannis Tamouridis        |                           |                           |
| Großbritannien               |        | Adam Blythe                  | Alex Dowsett              | Hannah Barnes             | Hayley Simmonds           |
| Guatemala                    |        | Manuel Rodas                 | Manuel Rodas              |                           | Andrea Guillén            |
| Guyana                       |        |                              |                           | Claire Fraser             |                           |
| Hongkong                     |        | Cheung King-lok              | Cheung King-lok           | Zhao Juan Meng            | Yang Qianyu               |
| Indien                       |        | Manjeet Singh                |                           | Lidiyamol Sunny           | Rutuja Satpute            |
| Iran                         |        | Mahdi Sohrabi                | Arvin Moazzemi            |                           |                           |
| Irland                       |        | Nicolas Roche                | Nicolas Roche             | Lydia Boylan              | Anna Turvey               |
| Island                       |        | Guðmundur Róbert Guðmundsson |                           |                           |                           |
| Israel                       |        | Guy Sagiv                    | Aviv Yechezkel            | Miriam Bar-on             | Paz Bash                  |
| Italien                      |        | Giacomo Nizzolo              | Manuel Quinziato          | Elena Cecchini            | Elisa Longo Borghini      |
| Jamaika                      |        | Andrew Ramsay                |                           |                           |                           |
| Japan                        |        | Sho Hatsuyama                | Ryōta Nishizono ⋅         | Eri Yonamine              | Eri Yonamine              |
| Kanada                       |        | Bruno Langlois               | Ryan Roth                 |                           | Tara Whitten              |
| Kasachstan                   |        | Arman Kamyschew              | Dmitri Grusdew            | Natalya Saifutdinowa      | Yekaterina Yuraitis       |
| Kolumbien                    |        | Edwin Ávila                  | Walter Vargas             | Luz Adriana Tovar         | Ana Sanabria              |
| Kosovo                       |        | Alban Delija                 | Alban Delija              |                           |                           |
| Kroatien                     |        | Radoslav Rogina              | Matija Kvasina            | Mia Radotić               | Mia Radotić               |
| Kuba                         |        | José Mojica                  |                           |                           |                           |
| Kuwait                       |        | Abdulhadi Alajmi             | Khaled Alkhalaifah        |                           | Najla Aljuraiwi           |
| Lettland                     |        | Gatis Smukulis               | Gatis Smukulis            | Lija Laizāne              | Lija Laizāne              |
| Libanon                      |        | Rachid Elias Abou            | Kevork Altounian          |                           |                           |
| Litauen                      |        | Ramūnas Navardauskas         | Ignatas Konovalovas       | Daiva Tuslaite            | Aušrinė Trebaitė          |
| Luxemburg                    |        | Bob Jungels                  | Bob Jungels               | Christine Majerus         | Christine Majerus         |
| Mali                         |        | Bréhima Diarra               | Oumar Sangaré             |                           |                           |
| Malaysia                     |        | Mohd Zamri Saleh             | Mohd Nor Umardi Rosdi     | Nurul Alissa Mohamad      | Grace Phang               |
| Marokko                      |        | Anass Aït El Abdia           | Soufiane Haddi            |                           |                           |
| Mauritius                    |        | Jordan Lebon                 | Grégory Rougier-Lagane    |                           |                           |
| Nordmazedonien               |        | Gorgi Popstefanov            | Darko Simonovski          |                           | Anyeta Antovska           |
| Mexiko                       |        | Luis Enrique Dávila          | Juan Pablo Magallanes     | Ana María Hernández       | Verónica Leal             |
| Moldau                       |        | Cristian Raleanu             | Maxim Rusnac              |                           |                           |
| Montenegro                   |        | Demir Mulic                  |                           |                           |                           |
| Namibia                      |        | Dan Craven                   | Till Drobisch             | Vera Adrian               | Vera Adrian               |
| Neuseeland                   |        | Jason Christie               | Patrick Bevin             | Rushlee Buchanan          | Rushlee Buchanan          |
| Niederlande                  |        | Dylan Groenewegen            | Tom Dumoulin              | Anouska Koster            | Annemiek van Vleuten      |
| Norwegen                     |        | Edvald Boasson Hagen         | Edvald Boasson Hagen      | Vita Heine                | Vita Heine                |
| Österreich                   |        | Matthias Brändle             | Matthias Brändle          | Christina Perchtold       | Martina Ritter            |
| Paraguay                     |        | Samuel Coronel               |                           |                           | Agua Marina Espínola      |
| Polen                        |        | Rafał Majka                  | Maciej Bodnar             | Katarzyna Niewiadoma      | Katarzyna Niewiadoma      |
| Puerto Rico                  |        | Edgardo Richiez              | Juan „Tito“ Martínez      | Solymar Rivera            | Marisol Tellado           |
| Portugal                     |        | José Mendes                  | Nélson Oliveira           | Daniela Reis              | Daniela Reis              |
| Ruanda                       |        | Bonaventure Uwizeyimana      | Adrien Niyonshuti         | Jeanne D’arc Girubuntu    | Jeanne D’arc Girubuntu    |
| Rumänien                     |        | Marius Petrache              | Serghei Țvetcov           |                           |                           |
| Russland                     |        | Pawel Kotschetkow            | Sergei Tschernezki        | Natalia Bojarskaja        | Tatjana Antoschina        |
| Schweden                     |        | Richard Larsen               | Alexander Wetterhall      | Emma Johansson            | Emma Johansson            |
| Schweiz                      |        | Jonathan Fumeaux             | Fabian Cancellara         | Doris Schweizer           | Doris Schweizer           |
| Serbien                      |        | Nikola Kozomara              | Dušan Rajović             | Jelena Erić               | Jelena Erić               |
| Singapur                     |        | Elyas Yusoff                 | Choon Hat Goh             | Yi Wei Lulo               | Dinah Chan                |
| Spanien                      |        | José Joaquín Rojas           | Ion Izagirre              | Victoria Garcia Margarita | Anna Sanchis              |
| Slowakei                     |        | Juraj Sagan                  | Marek Čanecký             |                           | Lucia Valachová           |
| Slowenien                    |        | Jan Tratnik                  | Primož Roglič             | Polona Batagelj           | Urška Pintar              |
| Südafrika                    |        | Jacobus Venter               | Daryl Impey               | An-Li Kachelhoffer        | Juanita Venter            |
| Südkorea                     |        | Gong Hyo-suk                 | Choe Hyeong-min           |                           | Lee Ju-mi                 |
| Swasiland                    |        | Sicelo Phiri                 |                           | Linda Löffler             |                           |
| Chinesisch Taipeh            |        |                              | Sergio Tu                 |                           |                           |
| Trinidad und Tobago          |        | Gevan Samuel                 | Akil Campbell             | Teniel Campbell           | Teniel Campbell           |
| Tschechien                   |        | Roman Kreuziger              | Leopold König             | Martina Sáblíková         | Martina Sáblíková         |
| Tunesien                     |        | Ali Nouisri                  | Maher Hasnaoui            | Nour Dissem               |                           |
| Türkei                       |        | Onur Balkan                  | Ahmet Örken               |                           |                           |
| Ukraine                      |        | Oleksandr Poliwoda           | Andrij Wassyljuk          | Jewgenija Wysozka         | Jewgenija Wysozka         |
| Ungarn                       |        | János Pelikán                | János Pelikán             | Monika Kiraly             | Monika Kiraly             |
| Uruguay                      |        | Nicolás Arachichú            | Agustín Moreira           |                           |                           |
| Venezuela                    |        | Gil Gusneiver                | Pedro Gutiérrez           |                           | Danielys García           |
| Vereinigte Staaten           |        | Gregory Daniel               | Taylor Phinney            | Megan Guarnier            | Carmen Small              |
| Vereinigte Arabische Emirate |        | Yousef Mirza Bani Hammad     | Yousef Mirza Bani Hammad  |                           |                           |
| Belarus                      |        | Kanstanzin Siuzou            | Kanstanzin Siuzou         | Tazzjana Scharakowa       | Tazzjana Scharakowa       |
| Zypern                       |        | Armanto Archimandritis       | Andreas Miltiadis         |                           | Andri Christoforou        |